# Altes Primarius-Pfarrhaus und Superintendentur Zellerfeld

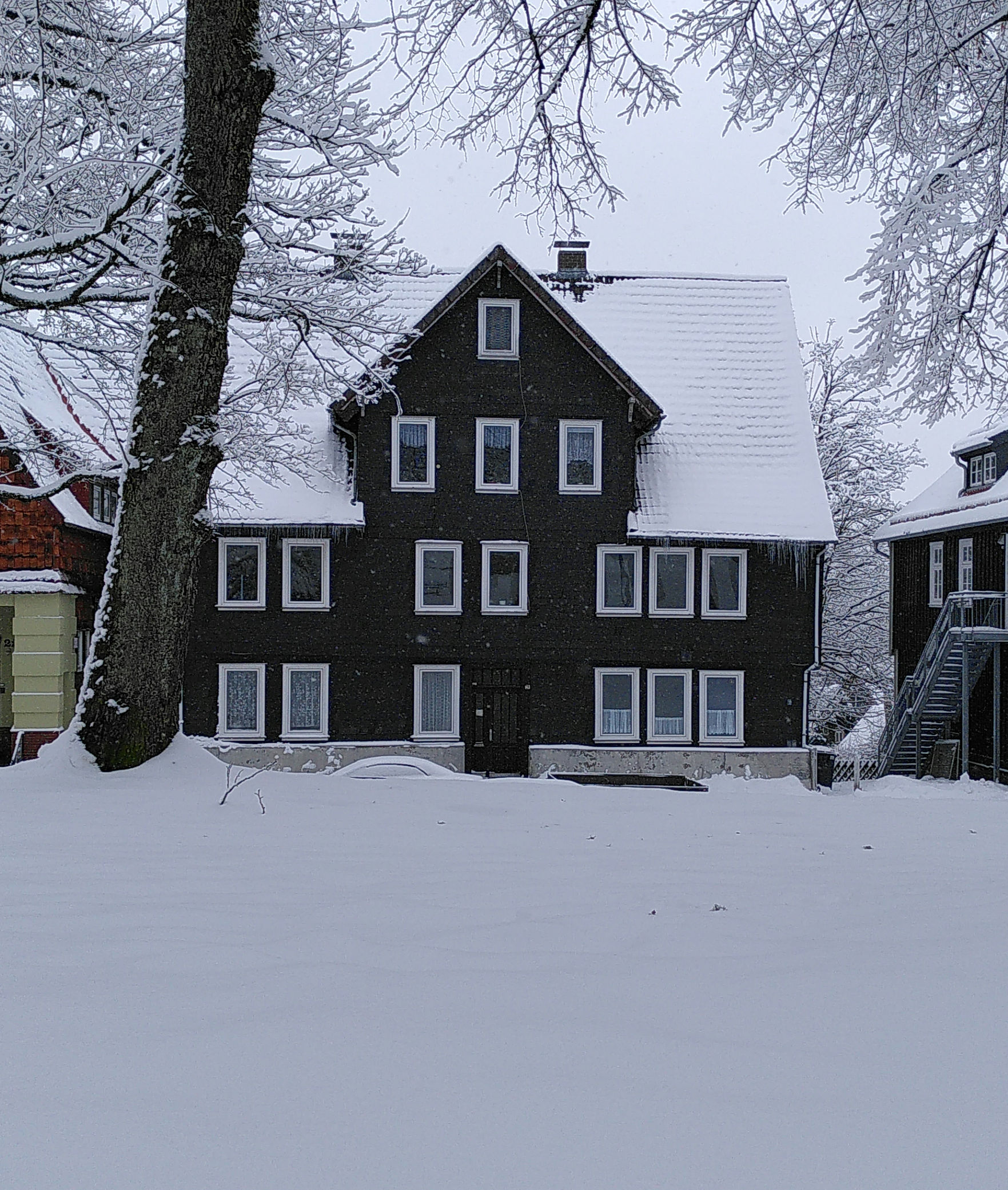
Altes Primarius-Pfarrhaus und Superintendentur Zellerfeld

Das Alte Primarius-Pfarrhaus oder auch die Alte Superintendentur Zellerfeld ist ein im 17. Jahrhundert errichtetes Gebäude im Ortsteil Zellerfeld der Berg- und Universitätsstadt Clausthal-Zellerfeld im Oberharz. Das unter Denkmalschutz stehende Bauwerk gehört zu den ältesten noch erhaltenen in Clausthal-Zellerfeld. 1995 wurde es als Baudenkmal in die Liste der Niedersächsischen Baudenkmale aufgenommen und ist dort als „Primarius-Pfarrhaus und Superintendentur“ verzeichnet. Neben dem im vorderen Bereich des Grundstücks befindlichen Pfarrhaus gehört ein im rückwärtigen Bereich gelegener und in der Mitte des 18. Jahrhunderts errichteter und ebenfalls denkmalgeschützter Stallspeicher zum Ensemble. Dieser ist im Verzeichnis der Baudenkmale als „Stallspeicher“ verzeichnet.

## Architektur

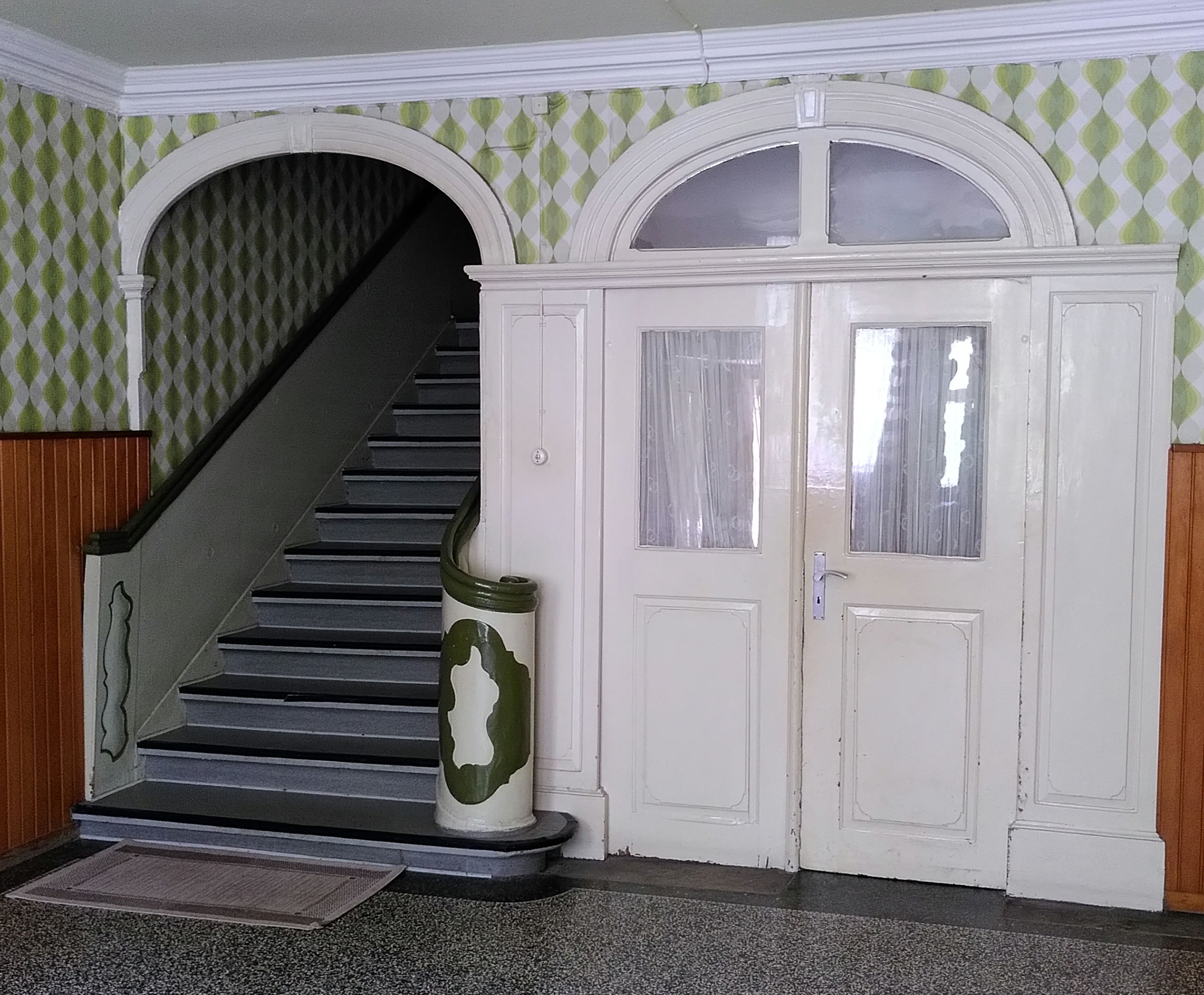
Rokoko-Treppenhaus des Alten Primarius-Pfarrhauses Zellerfeld von 1765 mit Rocaille

Das im Erdgeschoss teilweise massiv und darüber in Fachwerk ausgeführte Pfarrhaus besitzt zwei Stockwerke mit Außenbeschlag und ein ausgebautes Dachgeschoss mit Zwerchhaus. Im Inneren ist es durch ein im 18. Jahrhundert eingebautes Rokoko-Treppenhaus mit Rocaille erschlossen. Der Stallspeicher ist als zweigeschossiges Fachwerkgebäude mit Außenbeschlag ausgeführt.

## Baugeschichte und Nutzung
Das 1673/74 erbaute Pfarrhaus diente in der Zeit bis 1874 als Amtssitz des Primariuspfarrers von Zellerfeld und bis zur Aufhebung der Zellerfelder Superintendentur 1871 als Amtssitz des Superintendenten. Die Ausführung des Pfarrhauses erfolgte zweigeschossig im Stil der damaligen um den Kirchplatz gelegenen Patrizierhäuser und spiegelte den Geist der damaligen barocken Stadtplanung wider. Im 18. und 19. Jahrhundert erfolgten mehrere Gebäudesanierungen, welche von der evangelischen Landeskirchenverwaltung finanziert wurden und in deren Zusammenhang die frühere Dacheindeckung mit feuergefährdeten Holzschindeln durch feuerfeste Ziegel ersetzt wurde. Im Rahmen dieser Sanierungen wurde offenbar 1765 ein Treppenhaus im Rokoko-Stil eingebaut, welches erhalten geblieben ist. Etwa um diese Zeit entstand auch ein Stallspeicher im rückwärtigen Bereich des Grundstücks.

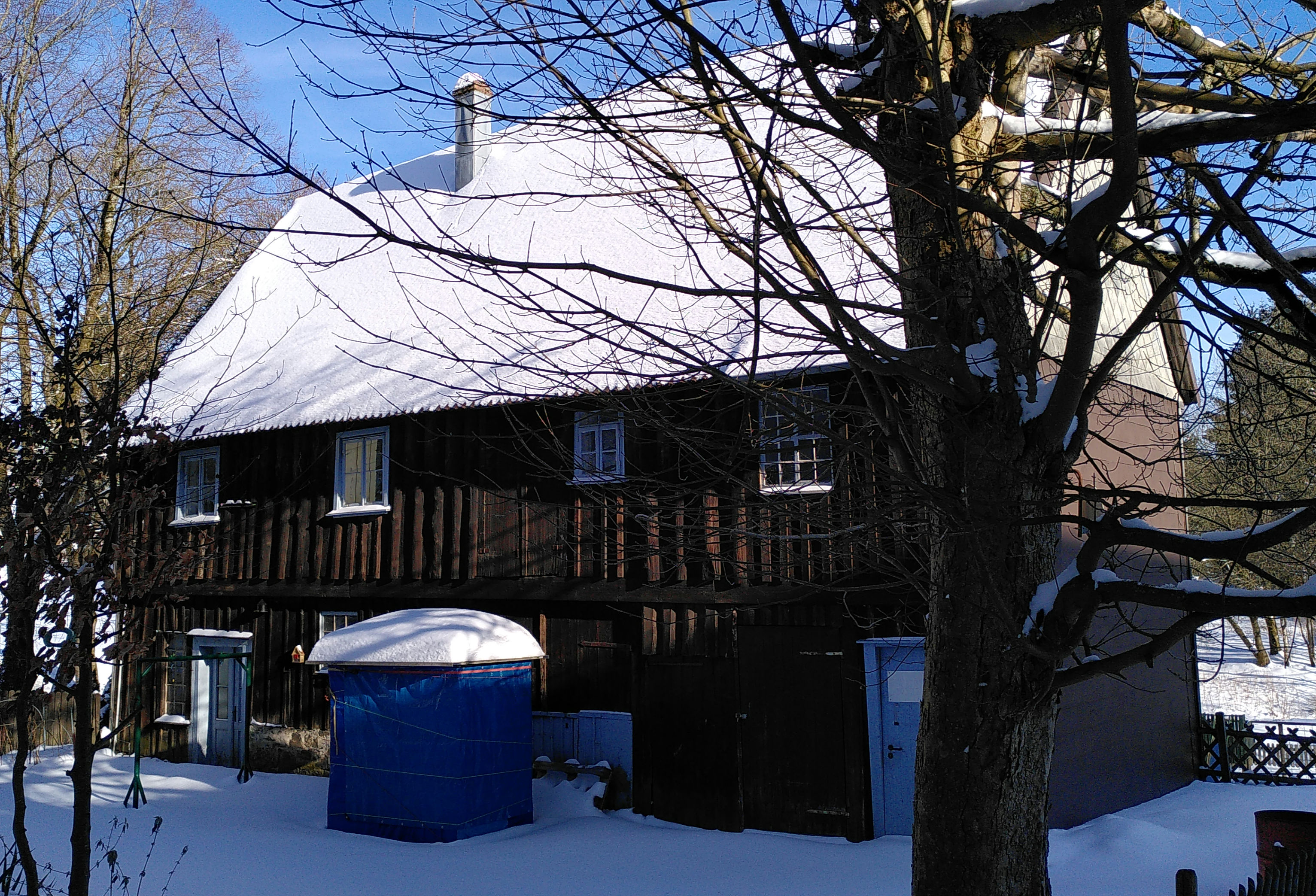
Stallspeicher des Primarius-Pfarrhauses und der Superintendentur Zellerfeld und spätere Werkstatt

Als im 19. Jahrhundert erneut Gebäudesanierungen anstanden, entschied sich die Kirchenverwaltung gegen weitere Investitionen und für die Aufgabe des Anwesens als Pfarrei und Superintendentur. Der Umzug erfolgte 1874 und der Verkauf 1876. In den folgenden Jahren wechselte die Eigentümerschaft mehrfach. 1903 wurde der Stallspeicher in eine Malerwerkstatt umgebaut, welche 1919 in eine Tischlerwerkstatt mit einer Gesellenwohnung umgewandelt wurde. Das Gebäude diente später einem Gitarrenbauer als Werkstatt. Der schlechte Zustand des Werkstattgebäudes führte zu Beschwerden über Fassaden- und Fundamentschäden, welche die Samtgemeinde Oberharz 1977 dazu veranlasste, den Abbruch des Gebäudes zu empfehlen. Die Empfehlung wurde jedoch nicht umgesetzt. Aufgrund des noch anhaltenden Fundamentschadens wird das Werkstattgebäude aktuell nicht genutzt.
Das Haupthaus wurde im 20. Jahrhundert mehrfach modernisiert. Das Dachgeschoss wurde 1909/10 durch ein Zwerchhaus erweitert und zum zusätzlichen Wohngeschoss ausgebaut. Um 1930 und um 1975 erfolgten weitere Modernisierungen im jeweiligen Zeitgeist ohne Rücksicht auf die Belange des Denkmalschutzes. Aktuell dient das Gebäude als Wohnhaus.

## Stadtplanerische Bedeutung

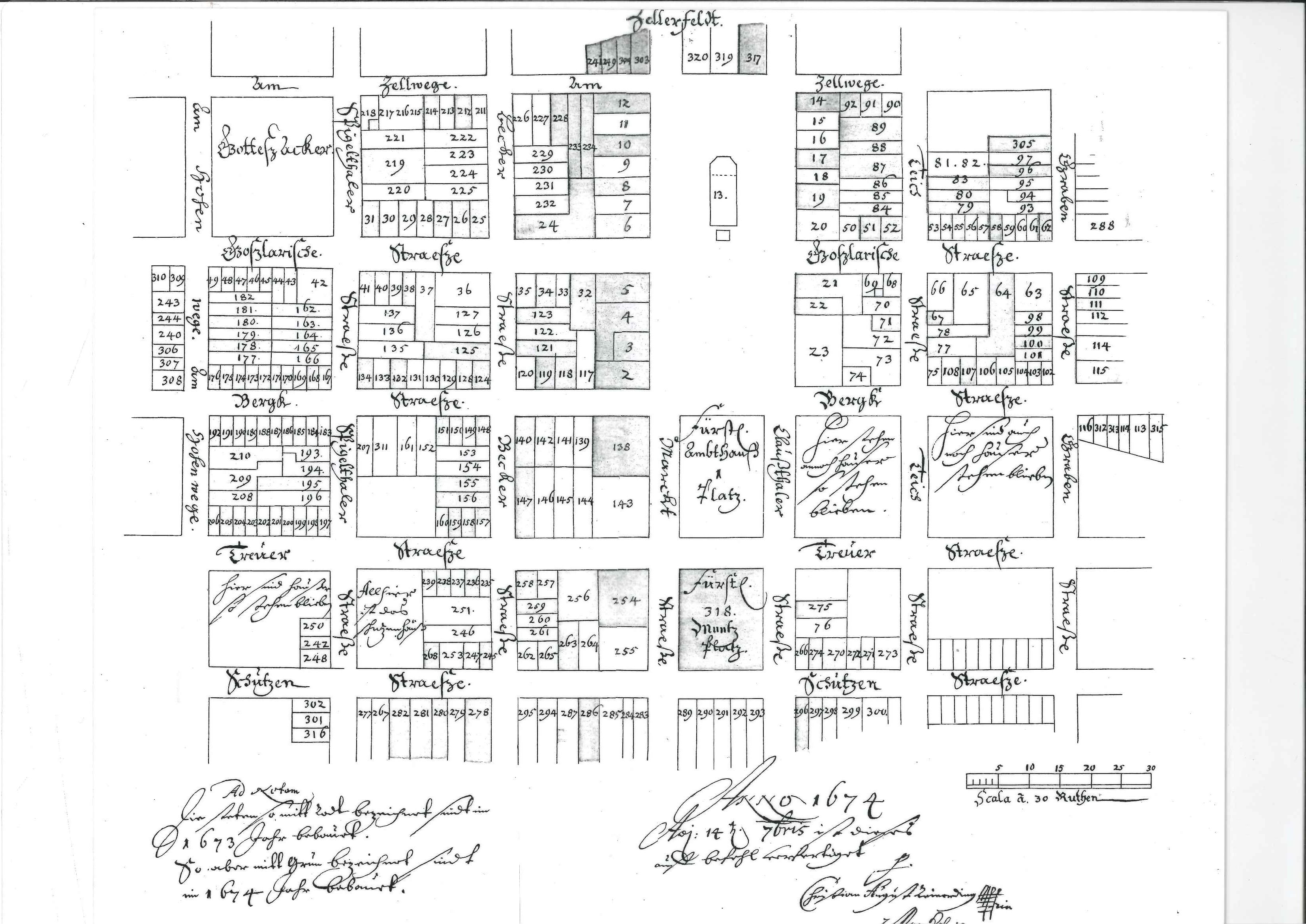
Wiederaufbauplanung für Zellerfeld als barocke Idealstadt im Schachbrettmuster von August Reimerding, 1673. Mittig der Karte und unterhalb der Kirche platzierte er das Fürstliche Zehnthaus und genau gegenüber auf der Parzelle 319 das Pfarrhaus. Auf der Parzelle 317 rechts daneben entstand das Schulhaus.

Ein Stadtbrand, der die Stadt Zellerfeld 1672 nahezu vollständig zerstörte, machte den Neubau des Pfarrhauses erforderlich. Der Wiederaufbau von Zellerfeld erfolgte nach Plänen des Markscheiders August Reimerding als barocke Idealstadt ganz im Zeitgeist des 17. Jahrhunderts. Ohne Rücksicht auf die frühere Stadtstruktur projektierte er einen völlig neuen Stadtgrundriss im Schachbrettmuster. Zellerfeld mit seinen Bergwerken war für den Landesherrn von höchster Bedeutung. Dies hatte sich nun im Stadtbild niederzuschlagen. Eine klare Gliederung sollte stadtplanerisch die Utopie einer Idealstadt als Spiegel einer idealen absolutistischen Gesellschaftsordnung zum Ausdruck bringen. Im städtischen Zentrum um die Kirche befanden sich die Patrizierhäuser und die Repräsentationsbauten, während die Häusern der unteren Schichten der Gesellschaft in den Randlagen des Ortes platziert waren. Gemäß dieser Planung entstand am südlichen Rand des Kirchplatzes mit dem Pfarrhaus, der gegenüber gelegenen St.-Salvatoris-Kirche und der benachbarten alten Schule das geistig kulturelle Zentrum Zellerfeld, das seine Bedeutung erst zweihundert Jahre später mit dem Umzug des Pfarrbüros im ausgehenden 19. Jahrhundert verlor. Im Konzept der Idealstadt markierten das Alte Pfarrhaus zusammen mit dem am nördlichen Ende des Kirchplatzes gelegenen Fürstlichen Zehnthaus über den Kirchplatz hinweg eine Zentralachse, deren Pole die Repräsentanten der weltlichen und der kirchlichen Macht bildeten, gekrönt von der Kirche als Symbol des Himmels im Zentrum dieser Achse.

## Mit dem Gebäude verbundene Personen
Im Alten Pfarrhaus und der Superintendentur residierten zahlreiche Pfarrer und Superintendenten. Darüber hinaus ist die Geschichte dieses Gebäudes mit verschiedenen bedeutenden Persönlichkeiten verbunden, die sich privat und in seinen Diensträumen mit dem Primariuspfarrer und Superintendenten Calvör austauschten.

### Caspar Calvör

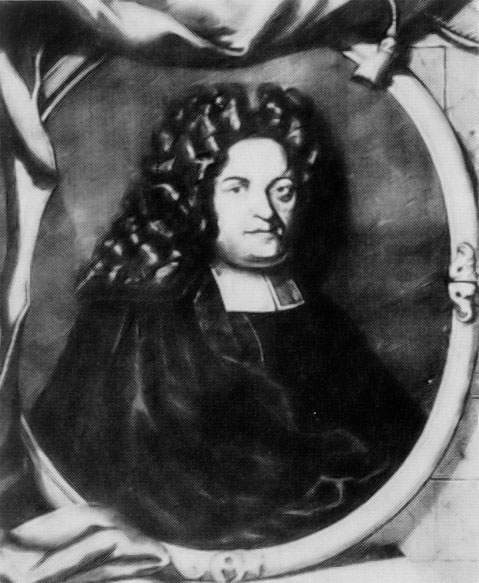
Caspar Calvör

Der Theologe Caspar Calvör (* 1650; † 1725) hatte als Zellerfelder Primariuspfarrer und Superintendent seit 1684 seinen Amtssitz in diesem Gebäude, bevor er 1710 als Generalsuperintendent nach Clausthal wechselte. Als Universalgelehrter zeichnete er sich durch seine Kontakte zu verschiedenen bedeutenden Persönlichkeiten der damaligen Zeit und als Begründer einer bedeutenden barocken Gelehrtenbibliothek, der Calvörschen Bibliothek, aus.

### Henning Calvör
Der Verwandte des Superintendenten, Henning Calvör (* 1686; † 1766), Theologe und Gelehrter im Bereich der Bergbautechnik und Mechanik sowie geistiger Vater der dortigen Bergbauschule und damit der Universität Clausthal, wurde von 1703 bis 1708 von Caspar Calvör beherbergt und insbesondere in seinen mathematischen, aber auch in seine musischen Fähigkeiten gefördert. Henning Calvör verließ Zellerfeld für ein Studium und kehrte 1713 in den Harz zurück, um eine Stelle als Lehrer in Clausthal zu übernehmen.

### Gottfried Wilhelm Leibniz

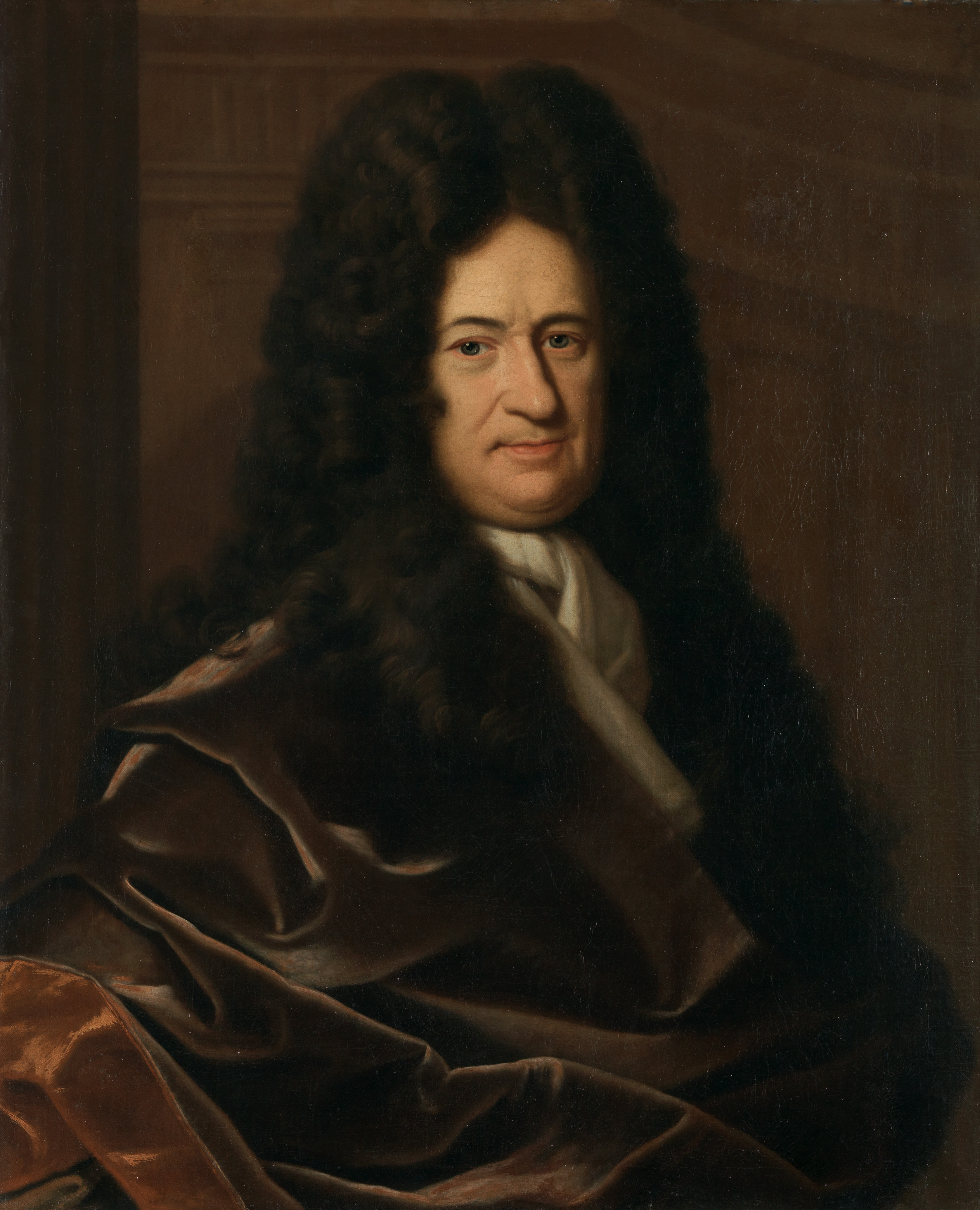
Gottfried Wilhelm Leibniz

Während der Universalgelehrte Gottfried Wilhelm Leibniz (* 1646; † 1716) an der Lösung technischer Probleme des Harz-Bergbaus arbeitete, hielt er sich in den Jahren 1679–1686 häufig in Zellerfeld auf. Hierbei stand er in engem Kontakt mit Caspar Calvör, den er häufig besuchte und mit dem er eine rege Korrespondenz pflegte.

### Georg Philipp Telemann
Seit 1693 besuchte der spätere Barock-Komponist Georg Philipp Telemann (* 1681; † 1767) die Zellerfelder Schule für vier Jahre. Superintendent Caspar Calvör, ein Bekannter des Vaters von Telemann aus Studienzeiten, setzte sich in dieser Zeit als Erzieher Telemanns ein und bestärkte den jungen Komponisten in seiner musikalischen Entwicklung. Auf Basis dieser engen Beziehung verfasste Telemann verschiedene Motetten für den Zellerfelder Kirchenchor.

### Arp Schnitger
Caspar Calvör gewann den Orgelbauer Arp Schnitger für den Bau der Orgel der St.-Salvatoris-Kirche und begleitete als Pfarrer und Superintendent den Einbau der 1702 fertig gestellten Orgel. Sie hatte 55 Register auf 3 Manualen und gehörte zu den größten von Schnitger erbauten Orgeln. Trotz Modernisierungen ist das Gehäuse unverändert erhalten. Das Vertrauensverhältnis zwischen dem Orgelbauer und dem Superintendenten war so gut, dass Schnitger 1702 als Zeuge für das gemeinsame Testament Calvörs und seiner Frau Catharina Sophie fungierte.